# Шольц, Генрих
Ге́нрих Шольц (нем. Heinrich Scholz; 17 декабря 1884, Берлин — 30 декабря 1956, Мюнстер) — немецкий философ, профессор в Мюнстере (с 1928), логический формалист (логистик), также известный трудами по метафизике и теологии.
Учился в Берлине у Адольфа фон Гарнака, где в 1910 году защитил профессорскую диссертацию по религиозной философии и систематической теологии, затем — в Эрлангене, где с Рихардом Фалькенбергом занимался Гёте и Шлейермахером. Преподавал в университетах Бреслау (ординарный профессор религиозной философии с 1917 года), Киля (с 1919) и Мюнстера (с 1928). Дружил и находился в научном общении с Карлом Бартом.
В 1924—1928 годах изучал точные науки и формальную логику, состоял в переписке с Аланом Тьюрингом, высоко отзывавшемся о нём.
Позднее писал о метафизике.

## Шольц как историк логики
Шольцем написана компактная «История логики» (1931, переиздана в 1959 году как «Очерк истории логики»), где история предмета трактуется с предельно формалистических позиций. По Шольцу, логика становится строгой дисциплиной благодаря работам Лейбница, Ламберта, де Моргана, Буля, Э. Шрёдера, Пеано, Фреге, Рассела. Формальная логика оправдана в той мере, в которой она может быть представлена как символическая. Всё содержание логики, которое не охватывается разработанными этой линией логиков исчислениями, должно быть выведено за её пределы в области психологии или методологии науки.

## Труды
- Christentum und Wissenschaft in Schleiermachers Glaubenslehre, 1909.
- Glaube und Unglaube in der Weltgeschichte. Ein Kommentar zu Augustinus de civitate dei, 1911.
- Schleiermacher und Goethe. Ein Beitrag zur Geschichte des deutschen Geistes (диссертация) 1913.
- Der Unsterblichkeitsgedanke als philosophisches Problem, 1920.
- Religionsphilosophie, 1921.
- Die Religionsphilosophie des Als-ob. Eine Nachprüfung Kants und des idealistischen Positivismus, 1921.
- Die Bedeutung der Hegelschen Philosophie für das philosophische Denken der Gegenwart, 1921.
- Das Vermächtnis der Kantschen Lehre vom Raum und von der Zeit, 1924.
- Die Grundlagen der griechischen Mathematik (в соавторстве с Хельмутом Хассе), 1928.
- Eros und Caritas. Die platonische Liebe und die Liebe im Sinne des Christentums, 1931.
- Geschichte der Logik, 1931.
  - Имеется переиздание 1959 г. под названием Abriss der Geschichte der Logik.
  - Имеется перевод на англ. яз.: Concise History of Logic (в переводе Курта Лейдекера. — New York, 1961.
- Goethes Stellung zur Unsterblichkeitsfrage, 1934.
- Metaphysik als strenge Wissenschaft, 1941.
- Grundzüge der mathematischen Logik, (в соавторстве с Гисбертом Хазенъегером) 1961.
- Mathesis universalis. Abhandlungen zur Philosophie als strenger Wissenschaft, Hrsg. von Hans Hermes, Friedrich Kambartel und Joachim Ritter, 1961.